# Gilbert (förnamn)

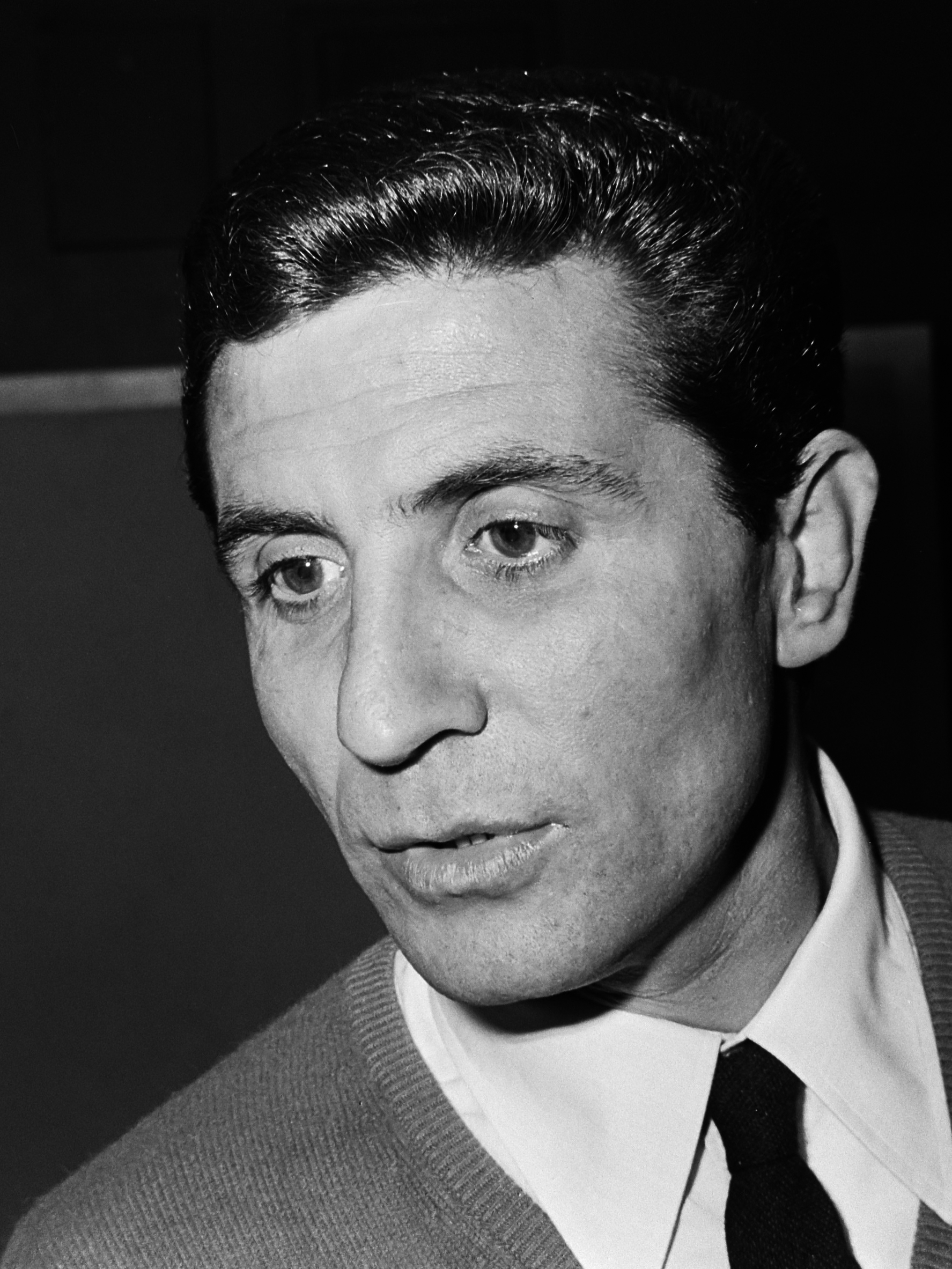
Gilbert Bécaud, 1965.

Gilbert är ett mansnamn av tyskt ursprung och är bildat av orden för löfte och ljus.
I Sverige är de flesta som heter Gilbert är födda mellan 1925 och 1945. Sedan mitten på 1990-talet får ca 5 pojkar namnet som tilltalsnamn varje år.
31 december 2008 fanns det totalt 2112 män i Sverige med namnet, varav 469 med det som tilltalsnamn.
År 2003 fick 14 pojkar namnet, varav 3 fick det som tilltalsnamn.
Namnsdag: i Sverige 16 mars (sedan 1993,  1986-1992: 7 september).

## Personer med förnamnet Gilbert
- Gilbert Abbott à Beckett (1811–1856), brittisk komisk författare
- Gilbert Arthur à Beckett (1837–1891), brittisk dramatiker och librettist
- Gilbert Adair (född 1944), skotsk författare
- Gilbert Ballet,  (1853–1916), fransk läkare
- Gilbert Bécaud (1927–2001), fransk chanson-musiker
- Gilbert Keith Chesterton (1874–1936), brittisk författare och poet
- Gilbert de Clare (1243–1295), earl av Hertford och Gloucester
- Gilbert Elliot, baronet av Minto (1722–1777), skotsk politiker och poet
- Gilbert Elliot, förste earlen av Minto (1751–1814), skotsk statsman
- Gilbert Elliot, andre earlen av Minto (1782–1859), brittisk politiker
- Gilbert John Elliot-Murray-Kynynmound (1845–1914), fjärde earlen av Minto
- Gilbert Grosvenor, grundläggare av ätten Grosvenor
- Gilbert Hamilton (1837–1914), greve, riksdagsman
- Gilbert Hamilton (1869–1947), greve, militär, känd för sin tobaksblandning
- Gilbert Kaplan (född 1941), tidningsman och dirigent
- Gilbert Duclos-Lassalle (född 1954), fransk tävlingscyklist
- Gilbert Melendez (född 1982), amerikansk MMA-utövare
- Gilbert de Motier (1757–1834), markis av Lafayette
- Gilbert Newton Lewis (1875–1946), amerikansk fysikalkemist känd för Lewisstrukturerna
- Gilbert Parker (1862-1932), kanadensisk romanförfattare och brittisk politiker
- Gilbert Perreault (född 1950), kanadensisk ishockeyspelare
- Gilbert de la Porrée (1070-1154), fransk filosof och biskop
- Gilbert Roland (1905-1994), mexikansk-amerikansk skådespelare
- Gilbert Ryle (1900-1976), brittisk filosof
- Gilbert Shelton (född 1940). amerikansk undergroundserietecknare
- Gilbert O'Sullivan (född 1946), irländsk musiker
- Gilbert Tribo (född 1972), folkpartistisk politiker
- Gilbert Vinter (1909-1969), brittisk orkesterledare
- Gilbert White (1720-1793), engelsk naturforskare och ornitolog
- Gilbert Yvel (född 1976), nederländsk MMA-utövare
- Gilbert and George, konstnärer

## Fiktiva Gilbert
- Gilbert (seriefigur) – Långbens brorson.
- Gilbert Beilschmidt – människonamnet för personifigeringen av Preussen från animen Hetalia.
- Gilbert Blythe, i Lucy Maud Montgomerys romanserie Anne på Grönkulla.
- Gilbert Goodmate – huvudperson i ett datorspel med samma namn.